# Homonnai Márton
Homonnai Márton, eredetileg Hlavacsek, a sportsajtóban: Homonnai II. (Budapest, 1906. február 5. – Buenos Aires, 1969. október 15.) kétszeres olimpiai bajnok vízilabdázó, újságíró, edző, Szőke Katalin olimpiai bajnok úszó apja.

## Sportpályafutása
1915-ben kezdett el úszni az MTK-ban. Az első világháború után lett az edzője Komjádi Béla. 1922-ben Komjádi távozott az egyesülettől és magával vitte tanítványait a III. kerületi TVE-be. Úszóként nemzetközi versenyeket is nyert. Folyamúszásban csapatbajnok volt. Tagja volt a III. kerület országos csúcsot úszó 4 × 1000 méteres váltójának. Már 1922-ben is kiemelkedő játékos volt, de egy miniszteri rendelet miatt nem játszhatott a bajnokságban. A következő két évben már magyar bajnok volt vízilabdában.
1926-tól ismét az MTK sportolója volt. 1924-től 1936-ig száztíz alkalommal szerepelt a magyar válogatottban. Játékosként része volt a magyar vízilabdasport első jelentős nemzetközi sikereiben. 1924-ben olimpiai 5. volt. 1926-ban tagja volt a sportág első Európa-bajnoki címét szerző válogatottnak. 1928-ban olimpiai második volt. 1932-ben és 1936-ban olimpiai bajnok lett. 1927-ben, 1931-ben, 1934-ben Európa-bajnoki címet szerzett. A válogatottságról 1936-ban mondott le, de egyesületében még 1939-ig vízilabdázott.
Visszavonulása után utánpótlás-neveléssel foglalkozott. 1933-tól az ifjúsági válogatott szövetségi kapitánya volt. Játékvezetőként is közreműködött a mérkőzéseken. A Nemzeti Úszó Akadémia és a Nemzeti Sportuszoda titkára volt. 1935-ben könyvet írt a vízilabdázásról.
A Sport Revü (1936-1937) és a Sport-Világ (1938-1940) című lapok szerkesztője volt. A második világháborúban az orosz fronton szolgált. Visszatérése után fegyelmi okok miatt leszerelték. A Nyilaskeresztes Párt tagjaként a nyilas hatalomátvétel után a Fegyveres Nemzetszolgálat országos főparancsnokahelyettese volt, ezért a második világháború után távollétében elítélték. Németországon keresztül Dél-Amerikába távozott, Argentínában telepedett le és a River Plate vízilabdacsapatának edzője lett.

## Sporteredményei
- kétszeres olimpiai bajnok (1932, Los Angeles ; 1936, Berlin)
- olimpiai 2. helyezett (1928, Amszterdam)
- négyszeres Európa-bajnok (1926, Budapest ; 1927, Bologna ; 1931, Párizs ; 1934, Magdeburg)
- kétszeres magyar bajnok (1923, 1924)
- Magyar kupa-győztes (1925, 1928)

## Díjai, elismerései
- Toldi aranyérem (1936)
- Az úszó Hírességek csarnokának tagja (1971)